# Exposition spécialisée de Lyon 1949
L’Exposition de Lyon est une Exposition dite Spécialisée reconnue par le Bureau International des Expositions qui s'est tenue du 24 septembre au 9 octobre 1949 à Lyon, en France, sur le site de la Foire de Lyon, sur le thème de l'habitat rural.